# Sybil (chat)
Pour les articles homonymes, voir Sybil.
Sybil est une chatte employée au 11 et au 10 Downing Street, et morte le 27 juillet 2009 après une brève maladie. Nommée d'après Sybil Fawlty, personnage de fiction de la série Fawlty Towers de la BBC, elle appartenait au Chancelier de l'Échiquier, Alistair Darling. 
La confirmation des fonctions de Sybil fut donnée le 11 septembre 2007 par le porte-parole officiel de Gordon Brown, qui déclara : « Je comprends que les Darlings ont une chatte, et qu'elle a récemment été amenée à Downing Street… Cela ne pose pas de problème au Premier Ministre et à Sarah. La chatte devrait prochainement faire une apparition. »
Sybil, qui était une chatte noir et blanc, était le premier chat à Downing Street depuis qu'Humphrey avait été mis à la retraite — vraisemblablement sur l'initiative de Cherie Blair, réputée allergique aux chats — en 1997.
Sybil eut du mal à s'habituer à Downing Street et il y eut des rumeurs de mésentente avec Gordon Brown. Elle quitta Downing Street après six mois et mourut en juillet 2009.